# Senecio gallicus
Il  senecione gallico (nome scientifico  Senecio gallicus  Vill. ex Chaix, 1786 ) è una specie di pianta angiosperma dicotiledone della famiglia delle Asteraceae (sottofamiglia Asteroideae).

## Etimologia
Il nome generico (Senecio) deriva dal latino senex che significa “vecchio uomo” e fa riferimento al ciuffo di peli bianchi (pappo) che sormonta gli acheni, che ricorda la chioma di un vecchio. L'epiteto specifico ( gallicus) fa riferimento alla Francia (come probabile origine della pianta).
Il nome scientifico della specie è stato definito dai botanici Domínique Villars (1745-1814) e Dominique Chaix (1730-1799) nella pubblicazione " Histoire des Plantes de Dauphiné: Contenant une Préface Historique, un Dictionnaire des Termes de Botanique, les Classes, les Familles, les Genres, & les Herborisations des Environs de Grenoble, de la Grande Chartreuse, de Briançon, de Gap & de Montelimar. Paris" ( Hist. Pl. Dauphiné (Villars) 1: 371 ) del 1786.

## Descrizione
Habitus. Le piante di questa specie hanno un habitus di tipo erbaceo annuale. La forma biologica è terofita scaposa (T scap), ossia in generale sono piante erbacee che differiscono dalle altre forme biologiche poiché, essendo annuali, superano la stagione avversa sotto forma di seme e sono munite di asse fiorale eretto e spesso privo di foglie. La pubescenza consiste in una pelosità ragnatelosa (sia sul fusto che sulle foglie). Altezza media: 1 - 4 dm.
Radici. Le radici in genere sono secondarie da rizoma e possono essere fibrose.
Fusto. La parte aerea è più o meno eretta o ascendente; semplice o ramosa. I fusti sono striati e arrossati.
Foglie. Le foglie in genere sono cauline disposte in modo alternato e sono picciolate. La forma della lamina è pennatifida con 3 - 4 coppie di lacinie laterali ridotte alla nervatura centrale; i margini sono dentati e alla base sono auricolate (le auricole sono dentate). Dimensione delle foglie: 3 – 4 cm. Larghezza delle lacinie: 1 - 1,5 mm.
Infiorescenza. Le sinflorescenze sono composte da più capolini organizzati in ampi corimbosi. Le infiorescenze vere e proprie sono formate da un capolino terminale peduncolato di tipo radiato. Alla base dell'involucro (la struttura principale del capolino) può essere presente (ma non sempre) un calice formato da 1 - 6 brattee fogliacee. I capolini sono formati da un involucro, con forme da cilindriche a campanulate, composto da diverse brattee, al cui interno un ricettacolo fa da base ai fiori di due tipi: quelli esterni del raggio e quelli più interni del disco. Le brattee, 13 per involucro e verdi, sono disposte in modo embricato di solito su una o due serie e possono essere connate alla base e annerite all'apice. Il ricettacolo è nudo (senza pagliette a protezione della base dei fiori); la forma è piatta e spesso è denticolato. Dimensione delle brattee interne: 0,8 x 5 mm. Diametro dell'involucro: 4 mm.
Fiori.  I fiori sono tetra-ciclici (formati cioè da 4 verticilli: calice – corolla – androceo – gineceo) e pentameri (calice e corolla formati da 5 elementi). Sono inoltre ermafroditi, più precisamente i fiori del raggio (quelli ligulati e zigomorfi) sono femminili; mentre quelli del disco centrale (tubulosi e actinomorfi) sono bisessuali o a volte funzionalmente maschili.
- Formula fiorale:

*/x K {\displaystyle \infty }, [C (5), A (5)], G 2 (infero), achenio
- Calice: i sepali del calice sono ridotti ad una coroncina di squame.
- Corolla: nella parte inferiore i petali della corolla sono saldati insieme e formano un tubo. In particolare le corolle dei fiori del disco centrale (tubulosi) terminano con delle fauci dilatate a raggiera con cinque lobi. Nella corolla dei fiori periferici (ligulati) il tubo si trasforma in un prolungamento ligulato patente, terminante più o meno con cinque dentelli. Il colore delle corolle di norma è giallo. Lunghezza delle ligule: 5 – 6 mm.
- Androceo: gli stami sono 5 con dei filamenti liberi. La parte basale del collare dei filamenti può essere dilatata. Le antere invece sono saldate fra di loro e formano un manicotto che circonda lo stilo. Le antere normalmente sono senza coda ("ecaudate"). La struttura delle antere è di tipo tetrasporangiato, raramente sono bisporangiate. Il tessuto endoteciale è radiale o polarizzato. Il polline è tricolporato (tipo "helianthoid").[13]
- Gineceo: lo stilo è biforcato con due stigmi nella parte apicale. Gli stigmi sono troncati; possono avere un ciuffo di peli radicali o in posizione centrale; possono inoltre essere ricoperti da minute papille; altre volte i peli sono di tipo penicillato. Le superfici stigmatiche sono due e separate. L'ovario è infero uniloculare formato da 2 carpelli.
- Antesi: da marzo a giugno.

Frutti. I frutti sono degli acheni con pappo. La forma degli acheni è cilindrica. La superficie è percorsa da alcune coste longitudinali con ispessimenti marginali, e può essere glabra o talvolta pubescente. Non sempre il carpoforo è distinguibile. Il pappo, persistente o caduco, è formato da numerose setole snelle e bianche (lisce o barbate); le setole possono inoltre essere connate alla base.

## Biologia
Impollinazione: l'impollinazione avviene tramite insetti (impollinazione entomogama tramite farfalle diurne e notturne).

Riproduzione: la fecondazione avviene fondamentalmente tramite l'impollinazione dei fiori (vedi sopra).

Dispersione: i semi (gli acheni) cadendo a terra sono successivamente dispersi soprattutto da insetti tipo formiche (disseminazione mirmecoria). In questo tipo di piante avviene anche un altro tipo di dispersione: zoocoria. Infatti gli uncini delle brattee dell'involucro (se presenti) si agganciano ai peli degli animali di passaggio disperdendo così anche su lunghe distanze i semi della pianta. Inoltre per merito del pappo il vento può trasportare i semi anche a distanza di alcuni chilometri (disseminazione anemocora).

## Distribuzione e habitat

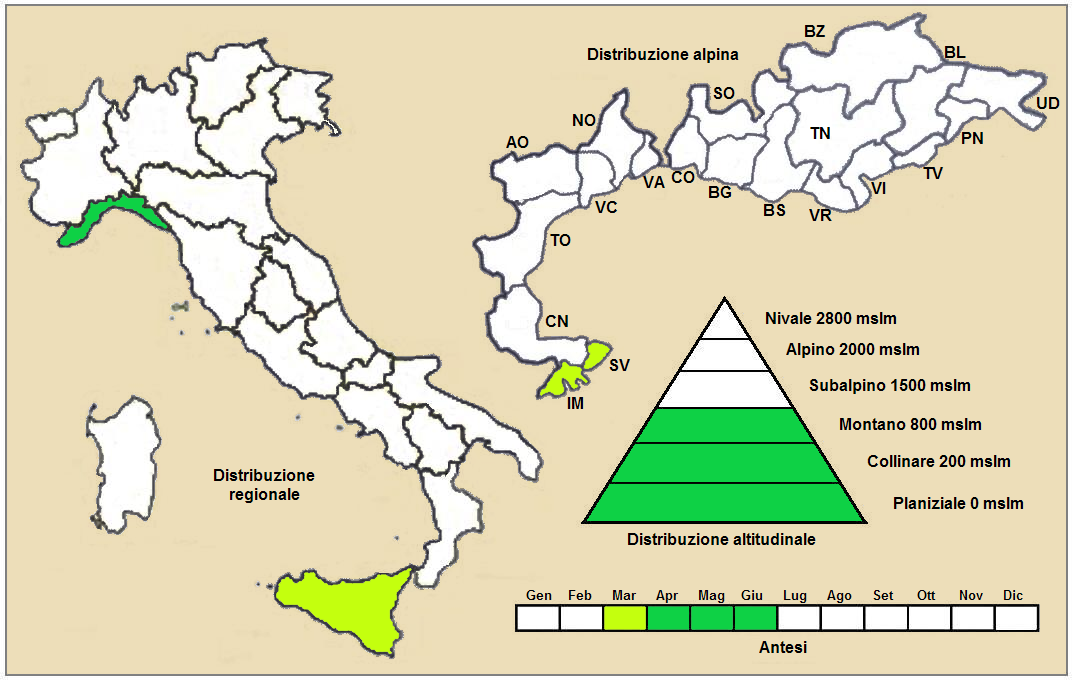
Distribuzione della pianta (Distribuzione regionale – Distribuzione alpina)

Geoelemento: il tipo corologico (area di origine) è  Ovest Mediterraneo (Steno-Mediterraneo).
Distribuzione: in Italia questa specie è rara e si trova in modo discontinuo  (Liguria e Sicilia). Fuori dall'Italia, sempre nelle Alpi, questa specie si trova in Francia. Sugli altri rilievi collegati alle Alpi è presente nel Massiccio Centrale e Pirenei.  Nel resto dell'Europa e dell'areale del Mediterraneo si trova nella Penisola Iberica, Svezia; è presente anche nel Ciad.
Habitat: l'habitat preferito per queste piante sono gli incolti aridi. Il substrato preferito è calcareo ma anche siliceo con pH neutro, medi valori nutrizionali del terreno che deve essere secco.
Distribuzione altitudinale: sui rilievi alpini, in Italia, queste piante si possono trovare fino a 500 m s.l.m.; nelle Alpi frequentano quindi i seguenti piani vegetazionali: collinare, montano (oltre a quello planiziale).

## Fitosociologia: areale alpino
Dal punto di vista fitosociologico alpino Senecio gallicus appartiene alla seguente comunità vegetale:
Formazione: delle comunità terofiche pioniere nitrofile
Classe: Stellarietea mediae

## Tassonomia
La famiglia di appartenenza di questa voce (Asteraceae o Compositae, nomen conservandum) probabilmente originaria del Sud America, è la più numerosa del mondo vegetale, comprende oltre 23.000 specie distribuite su 1.535 generi, oppure 22.750 specie e 1.530 generi secondo altre fonti (una delle checklist più aggiornata elenca fino a 1.679 generi). La famiglia attualmente (2021) è divisa in 16 sottofamiglie; la sottofamiglia Asteroideae è una di queste e rappresenta l'evoluzione più recente di tutta la famiglia.

### Filogenesi
Il genere di questa voce appartiene alla sottotribù Senecioninae della tribù Senecioneae (una delle 21 tribù della sottofamiglia Asteroideae). La struttura della sottotribù è molto complessa e articolata (è la più numerosa della tribù con oltre 1.200 specie distribuite su un centinaio di generi) e al suo interno sono raccolti molti sottogruppi caratteristici le cui analisi sono ancora da completare. Il genere di questa voce è il principale della sottotribù con quasi 1500 specie. Nell'ambito della filogenesi delle Senecioninae Senecio è polifiletico e molti sue specie sono attualmente "sparse" tra gli oltre 100 generi della sottotribù. Senecio s.str. è posizionato più o meno alla base della sottotribù  (è uno dei primi generi che si sono separati).
La specie  Senecio gallicus è individuata dai seguenti caratteri specifici:
- il ciclo biologico è annuo erbaceo;
- le foglie sono di ragnatelose e di tipo pennato con lacinie laterali lineari e auricolate;
- i capolini sono del tipo radiato con ligule patenti;
- l'involucro è cilindrico con brattee verdi;

Il numero cromosomico della specie è 2n = 20.

### Sinonimi
Sono elencati alcuni sinonimi per questa entità:
- Jacobanthus gallicus (Vill. ex Chaix) Fourr., 1868
- Cineraria anthemoides  Lam., 1786
- Cineraria uliginosa  Ledeb., 1818
- Senecio alboranicus  Maire, 1933
- Senecio coronopifolius  Willd. ex Ball, 1878
- Senecio desquamatus  Willd., 1814
- Senecio difficilis  Dufour, 1825
- Senecio exsquameus  Brot., 1804
- Senecio gallicus var. difficilis  (Dufour) DC., 1838
- Senecio gallicus var. laxiflorus  DC., 1838
- Senecio scheuchzeri  Gaudin, 1829
- Senecio squalidus  Willd., 1803
- Senecio uliginosus  DC., 1838